# Мьин Маун
У Мьин Маун, бирм. မြင့်မောင်, англ. Myint Maung (род. 10 марта 1921) — бирманский государственный и политический деятель, бригадный генерал, министр иностранных дел в 1977—1979 годах.
Получил образование в Рангунском университете. Принимал участие в студенческом антиколониальном движении. В 1942—1947 годах воевал за независимость в рядах бирманской армии. Потом продолжил военную службу.
После прихода к власти в 1962 году Революционного Совета — в аппарате правящей ПБСП (Ланзам), в государственных и общественных организациях, в генеральном штабе вооружённых сил Бирмы. В частности, возглавлял директором департамента кооперативов, входил в правление Народного банка и в Центральный комитет по делам безопасности и местной администрации, был начальником генерал-адъютантского управления генштаба.
- В 1975—1977 годах — постоянный представитель Бирмы при ООН, в 1989 году — посол в КНР[1].
- C 1977 года — член ЦК Ланзам.
- В январе 1978 — марте 1980 года — министр иностранных дел.
- В июне 1979 года был с визитом в СССР.
- В январе 2011 года — заместитель министра иностранных дел.